# Cienfuegosia conciliata
Cienfuegosia conciliata är en malvaväxtart som beskrevs av Antonio Krapovickas. Cienfuegosia conciliata ingår i släktet Cienfuegosia och familjen malvaväxter. Inga underarter finns listade i Catalogue of Life.